# Gottfried de Calw
Gottfried de Calw (né vers 1065 - mort le 6 février 1131) fut comte de Calw en 1099 et de 1113 jusqu'en 1126/1129 comte palatin du Rhin.

## Biographie
Gottfried est le plus jeune fils du comte Adalbert II de Calw et de son épouse Wiltrudis de Lotharingie, une fille
du duc Godefroid II de Basse-Lotharingie dont il porte le nom. En 1095 il est nommé bailli de Hirsau et succède à son frère Adalbert III, lorsque ce dernier se retire dans un monastère vers 1099. 
Gottfried est d'abord un partisan de l'empereur Henri IV, mais à partir de 1105, l'année où son trône lui est contesté par son fils Henri V, il devient l'un des proches et conseiller de ce dernier. Gottfried de Calw participe à la  première campagne d'Italie d'Henri V en 1111 et intervient dans les négociations de Santa-Maria de Turri et Ponte Mammolo, et plus tard dans les négociations de Mouzon en 1119 qui permettent la signature du concordat de Worms en 1122.
Après la mort du comte palatin Siegfried de Ballenstedt le 9 mars 1113 à la suite d'une agression des partisans de l'empereur il est désigné le 6 avril 1113 comme son successeur. Sa nomination entraine des troubles dès l'année suivante en Lorraine et des conflits avec les  archevêques de Mayence Adalbert Ier et son collègue de Trèves, Bruno de Bretten. Lors de sa deuxième expédition italienne en 1116, Henri V fait de Gottfried l'un de ses lieutenants en Allemagne avec les deux Hohenstaufen Frédéric II de Souabe et Conrad III du Saint-Empire, ce qui ne fait qu'augmenter l'animosité d'Adalbert, principal opposant à l'empereur, à son égard.
La mort de Henri V en 1125 et l'élection de Lothaire de Supplinbourg comme nouveau roi des Romains affaiblissent la position de Gottfried. Le comté palatin ne lui est pas retiré mais il doit partager le titre avec Guillaume de Ballenstedt, le fils de Siegfried, qui était encore mineur lors de la mort de son père et qui est désigné comme comte palatin sous la tutelle de Gottfried jusqu'à sa majorité en 1129. Gottfried devra ensuite quitter le comté palatin.

## Union et postérité
Gottfried épouse Liutgarde de Zähringen, une fille du duc Berthold II de Zähringen avec qui il a trois enfants :
- Gottfried, mort vers 1131/1132 ;
- Liutgarde ; ∞ NN Verli, chevalier ;
- Uta de Schauenbourg (1115–1197), surnommée « Duchesse de Schauenbourg » (1151-1197), fondatrice du monastère d'Allerheiligen (1195) dans la Forêt-Noire, épouse vers janvier 1133 Welf VI (1115–1191).